# Slaget vid Vädla
Slaget vid Vädla ägde rum 1517 i Vädla, vid dagens Norra Djurgården i Stockholm, i unionskrigens slutskede, mellan unionstrupper och svenska upprorstrupper. Svenskarna vann.

## Bakgrund
1516 belägrades den unionsvänlige ärkebiskopen Gustaf Trolles borg Almarestäket väster om Stockholm av Sten Sture d.y. På sommaren 1517 skickade Kristian II en styrka för att undsätta Trolle, som landsteg någonstans på Djurgårdslandet.

## Slaget
Den danska styrkan besegrades av Sten Sture d.y. i ett slag som enligt Mårten Helsings krönika stod på Vädla gärde.

## Efter slaget
Efter slaget drog sig danskarna tillbaka och Gustaf Trolles borg föll, vilken efter beslut av Sten Sture d.y. i riksrådet revs. En händelse som kallats Stäkets rivning och som var en starkt bidragande orsak till dödsdomarna i Stockholms blodbad 1520.

### Fotnoter
1. ↑  Tollin, Clas (2017). Stockholm, Klara kloster och Kungsladugården. Kungl. Vitterhets Historie och Antikvitets Akademien. sid. 54